# Hierophis viridiflavus
Il biacco (Hierophis viridiflavus (Lacépède, 1789)), precedentemente classificato come Coluber viridiflavus, è un serpente non velenoso per l'uomo della famiglia dei Colubridi, frequente nelle campagne e nei giardini, sia in terreni rocciosi, secchi e soleggiati, sia in luoghi più umidi come le praterie e le rive dei fiumi.  È detto anche milordo o colubro verde e giallo.

## Etimologia
Il nome specifico viridiflavus allude alla particolare colorazione verde e gialla del serpente. Biacco, così denominato originariamente in Toscana e in uso ormai anche in italiano, invece proviene da biacca, carbonato di piombo basico, a sua volta dal longobardo *blaih, "pallido".

## Descrizione

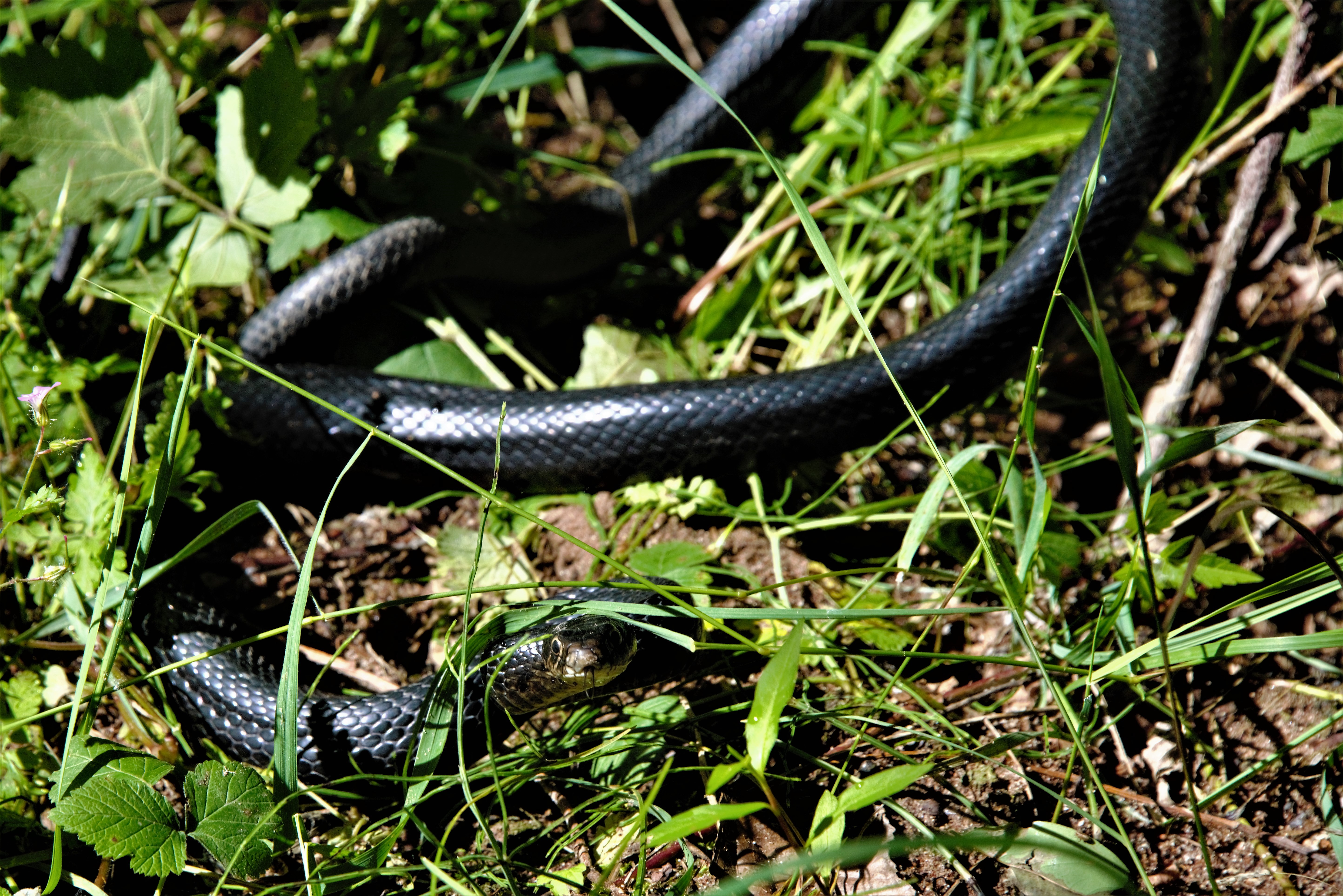
Esemplare della sottospecie carbonarius; detto biacco melanico, questo colubro completamente nero ha diversi nomi dialettali

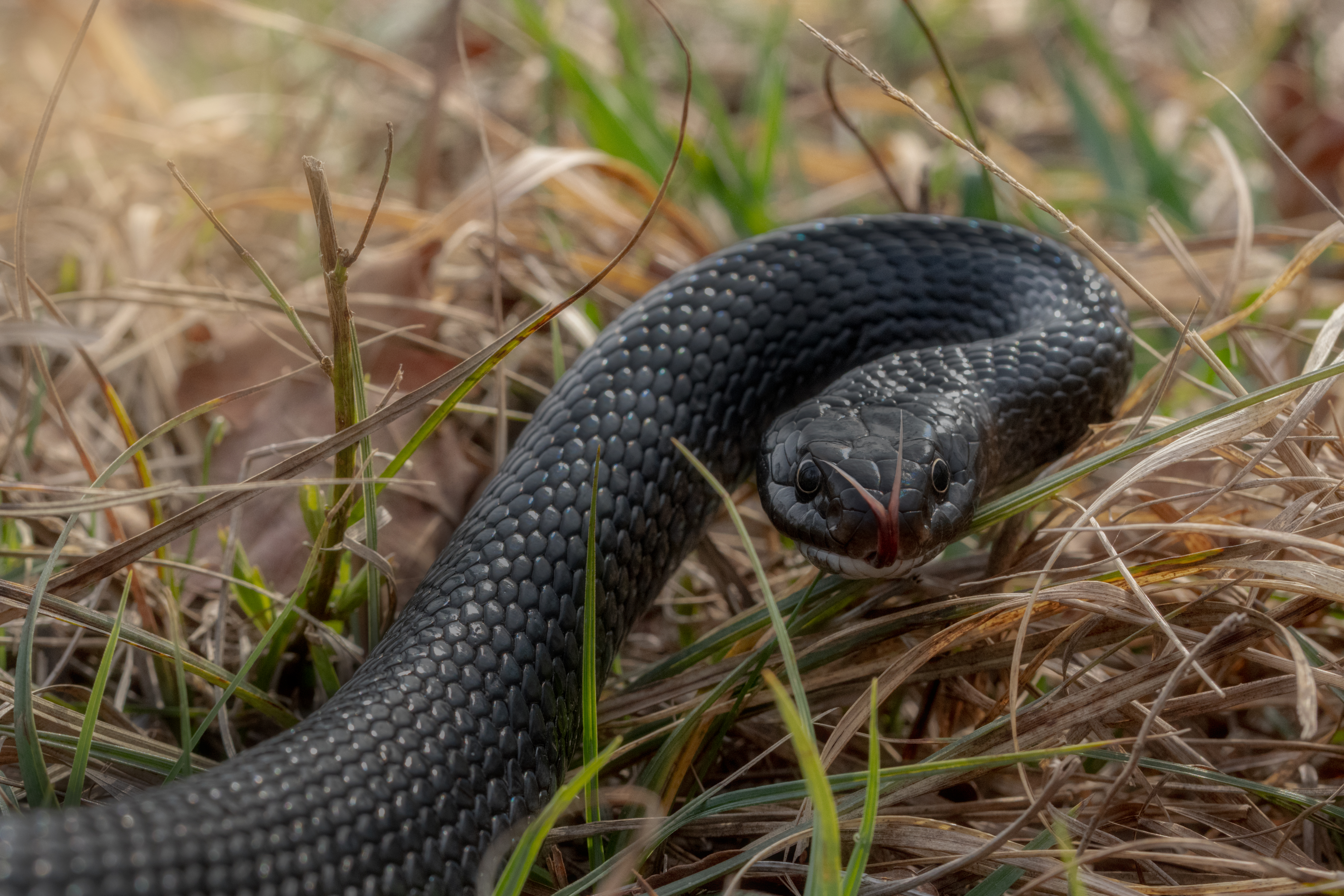
Biacco (Hierophis viridiflavus carbonarius) in atteggiamento difensivo

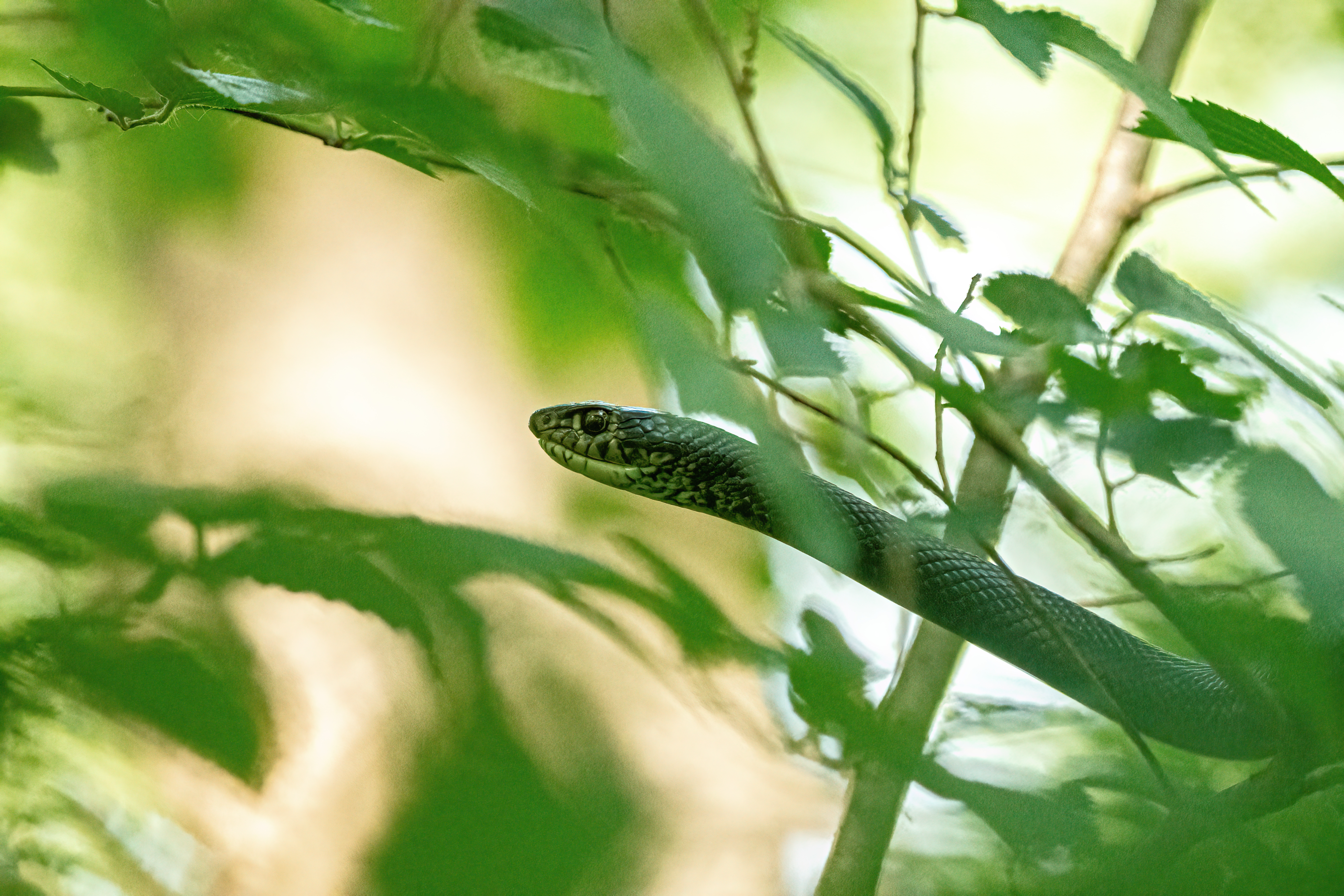
Biacco (Hierophis viridiflavus carbonarius) nella sua attività arboricola

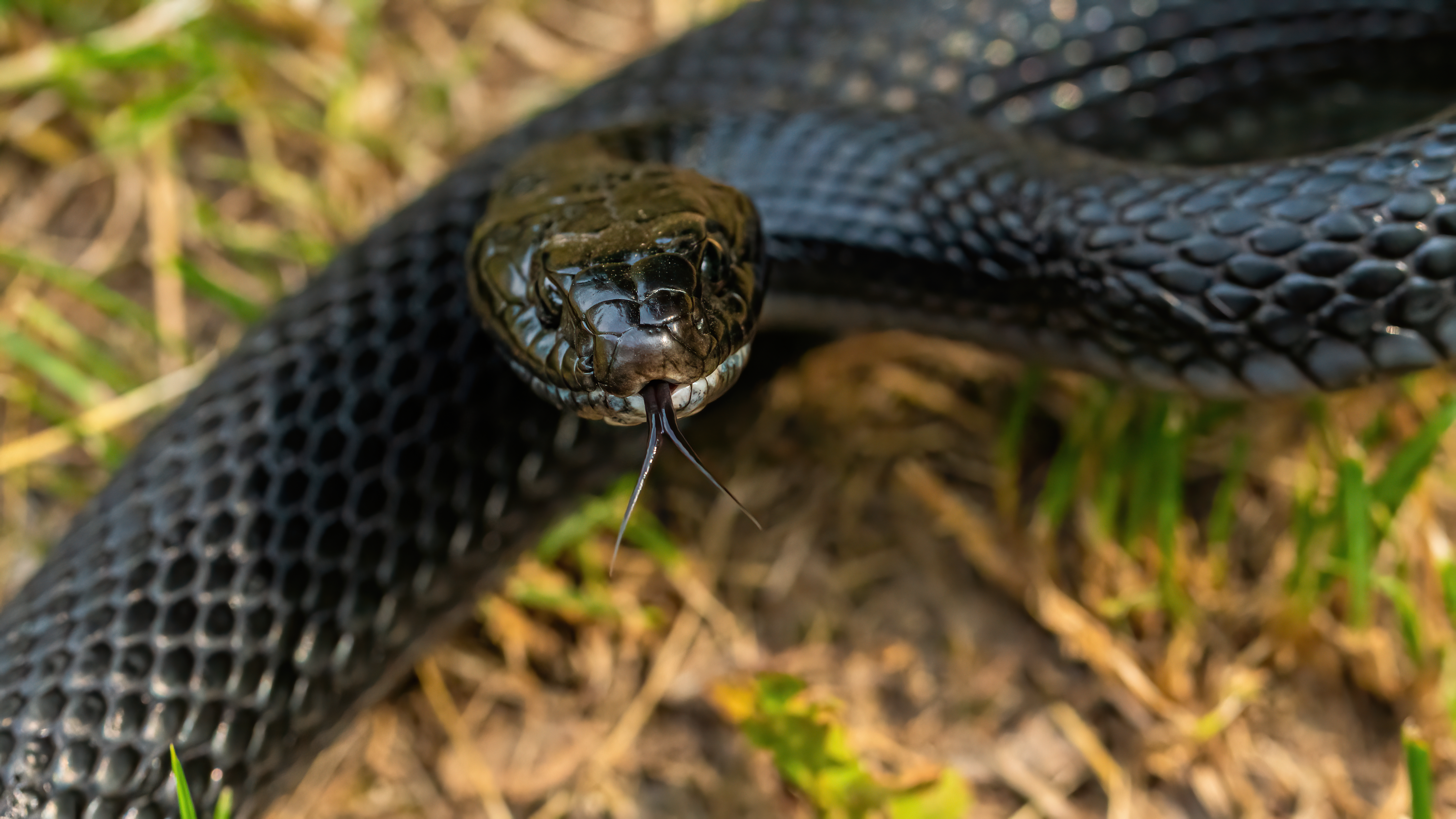
Biacco (Hierophis viridiflavus carbonarius) primo piano

La sua colorazione è dominata nelle parti superiori dal nero, il ventre è di colore chiaro. Il capo e il dorso hanno screziature di color giallo formanti un reticolo irregolare che, a partire dal basso ventre e fino all'estremità caudale assume l'aspetto di un fascio di linee longitudinali giallo-verdastre (circa venti), ma nel Meridione e nelle isole le popolazioni sono prevalentemente melaniche.
In media gli adulti raggiungono i 120–130 cm di lunghezza ed eccezionalmente possono arrivare a 2 m.
Occhio in contatto con almeno 2 sopralabiali; 187-212 vertebre nei maschi e 197-217 nelle femmine. 97-124 paia di sottocaudali nel maschio e 91-119 paia nella femmina. 19 squame dorsali.

Negli adulti la colorazione di fondo delle parti superiori è verde-giallastra.
I piccoli invece presentano, fino all'età di un anno, una colorazione caratteristica: la testa presenta già il reticolo giallo e nero mentre il resto del corpo ha una tonalità grigio-celeste uniforme. Diversamente dalla biscia d'acqua, le squame del dorso sono completamente lisce.

È un serpente molto agile e veloce (fino a 11 km all'ora), ottimo arrampicatore e buon nuotatore.

## Biologia
È una specie di abitudini diurne, adattatasi ad una vasta tipologia di ambienti e di conseguenza diffusissimo nella nostra penisola. Ha un ricco spettro alimentare, di natura opportunista, è anche ofiofago (ovvero “che si nutre di serpenti”), quindi eventualmente cannibale. Se disturbato dall'uomo, preferisce darsi alla fuga, ma se importunato o messo alle strette non esita a fronteggiare l'aggressore. Si difende con fierezza infliggendo 
morsi ripetuti che a loro volta possono essere prolungati e masticati. Solo recentemente si è scoperto che dispone di zanne modificate site nelle estremità posteriori delle mascelle, in contatto con la ghiandola di Duvernoy. Le tossine prodotte da quest'ultima sono destinate a neutralizzare le piccole prede di cui si nutre, e il suo morso non è pericoloso per l'uomo.

### Alimentazione
Si nutre di altri rettili (in particolare piccoli sauri ed altri serpenti, dalle bisce d'acqua alle vipere, ma anche di lucertole), di uova e di pulli (pulcini) di piccoli uccelli, di piccoli mammiferi (in particolare topi e ratti) ed anfibi anuri ed urodeli; occasionalmente nuota agilmente in immersione, alla ricerca di piccoli pesci.

### Riproduzione
È specie ovipara. La femmina depone da 5 a 15 uova ai primi di luglio che si schiuderanno tra agosto e settembre, dopo una incubazione di 6-8 settimane. 
Il maschio durante l'accoppiamento morde la femmina sulla nuca nell'intento di immobilizzarla.

## Distribuzione e habitat
Lo si incontra nel nord-est della Spagna, in Italia specialmente al nord (comprese la Sardegna e l'isola d'Elba, è una specie tipica delle isole di Ischia e Procida ), in Francia (compresa la Corsica), nel sud della Svizzera, in Slovenia, in Croazia ed a Malta. Esiste una popolazione introdotta in tempi remoti sull'isola di Gyaros in Grecia.

## Tassonomia
Attualmente note due sottospecie:
- Hierophis viridiflavus viridiflavus (Lacépède, 1789), la sottospecie nominale.
- Hierophis viridiflavus carbonarius (Bonaparte, 1833), la sottospecie melanica.

In base ad uno studio del 2015, la seconda sottospecie era stata elevata al rango di specie separata (Hierophis carbonarius) su basi sia morfologiche che genetiche. Di conseguenza, entrambe le specie (Hierophis carbonarius e Hierophis viridiflavus) risultavano monotipiche. Sebbene la classificazione di questo rettile sia controversa, oggi tendiamo a prendere in considerazione le due varianti di biacco come due sottospecie appartenenti alla medesima specie.

## Conservazione
In Italia la specie non sembra essere minacciata, in quanto molto adattabile, ed è comune in tutte le regioni. Risulta essere tra i serpenti più investiti dagli autoveicoli.

## Nomi dialettali
Lo H. viridiflavus carbonarius è universalmente noto col nome di biscia. Il genere è definito in alcune parti della Sicilia serpi niura o scursuni e in Calabria è analogamente chiamato scurzuni, scursune o curzuna. In Salento è invece chiamato scurzune. In Campania, nelle zone collinari dell'alto casertano, è conosciuto con il nome di agnone. In provincia di Avellino è nota come serpe nera. In provincia di Trapani è noto col nome di vìsina.
Nel resto d'Italia esistono altre denominazioni. Nelle zone pedecollinari dell'appennino emiliano è conosciuto come scarbònas; in Friuli è noto come madrac, nella pedemontana pordenonese come carbonat, nelle Prealpi venete e in Trentino come carbonaz o carbonazo; in Veneto come carbonazzo, carbonasso o scarbonasso (quest'ultimo più diffuso nel Vicentino); in Romagna e in parte dell’Italia centrale (Toscana e Lazio) come frustone, anche in ordine alla credenza popolare secondo cui può usare il corpo per appioppare dolorose sferzate.
In provincia di Modena e Reggio Emilia viene comunemente chiamato “Magnano”. In Umbria è noto col nome generico di serpe. In Provincia di Pavia, Lodi e Milano è denominato milò. Sul Lago di Como è chiamato scurzún Nella zona del Piemonte, in particolare nella Valsesia, nella bassa Ossola, nel Vercellese e nel Biellese, questo serpente è conosciuto come mirauda. Nel novarese e nel varesotto invece viene denominato bilorda o bilurdun. In alcune zone anche con il termine meno corretto milorda. A Varese è definito ratéra, in quanto cacciatore di topi ('rat' in dialetto varesino). Nella zona di Luino e nelle sue valli è chiamato smilorda o  milordone e in alcuni luoghi del bresciano susèr, anche qui col significato di "cacciatori di topi" o bes bastunèr che significa "serpente che bastona" data la sua peculiare caratteristica di serpente costrittore, mentre nel bergamasco, sempre per la medesima ragione, viene chiamato verèm bastunèr. Nel lodigiano data la sua natura, che lo porta a vivere in ambienti umidi ricchi di anfibi come le rane, di cui si nutre abbondantemente, viene popolarmente chiamato bìsa-ranè. Nel mantovano e nel ferrarese è invece chiamato anșa (nel mantovano "ș" indica sempre il fonema /z/ proprio della fricativa alveolare sonora) e "anzon" e la credenza popolare lo vuole capace di dare forti colpi di coda per difendersi dall'uomo che tenta di catturarlo.
Nell'entroterra savonese, valle Bormida, viene chiamata ux'lera, "che si nutre di uccelli", in forza alla sua capacitá di arrampicarsi sugli alberi e raggiungere i nidi.
In Versilia e nelle zone limitrofe viene comunemente chiamato botareccio. In Sardegna zona Sassari "curora pizzunaggia" proprio per il motivo di ottima arrampicatrice e mangiatrice di uccelli da nido.